# Communauté de communes Mer et Terres d’Opale
Die Communauté de communes Mer et Terres d’Opale war ein französischer Gemeindeverband mit der Rechtsform einer Communauté de communes im Département Pas-de-Calais in der Region Hauts-de-France. Sie wurde am 29. Dezember 1999 gegründet und umfasste 15 Gemeinden. Der Verwaltungssitz befand sich im Ort Le Touquet-Paris-Plage.

## Historische Entwicklung
Am 1. Januar 2017 wurde der Gemeindeverband mit 
- Communauté de communes du Montreuillois und
- Communauté de communes Opale Sud

zur neuen Communauté d’agglomération des Deux Baies en Montreuillois zusammengeschlossen.

## Ehemalige Mitgliedsgemeinden
1. Bréxent-Énocq
2. Camiers
3. Cormont
4. Cucq
5. Étaples
6. Frencq
7. Lefaux
8. Longvilliers
9. Maresville
10. Merlimont
11. Saint-Aubin
12. Saint-Josse-sur-Mer
13. Le Touquet-Paris-Plage
14. Tubersent
15. Widehem